# 0000-talet (millennium)
0000-talet  (nolltusentalet) är det 1:a millenniet e.Kr. 

Detta millennium började 1 januari år 1 och slutade 31 december 999. En alternativ tolkning är att det slutade 31 december 1000.

## Händelser
- Romarrikets uppgång och fall
- Kristendomen grundas
- De stora folkvandringarna i Europa
- Islam grundas

## Personer
- Jesus
- Muhammed
- Augustus, romersk kejsare
- Attila, hunnernas ledare
- Karl den store (Carolus Magnus)